# پیتر پیشجانک
پیتر پیشجانک (انگلیسی: Peter Pišťanek; ۲۸ آوریل ۱۹۶۰ – ۲۲ مارس ۲۰۱۵) نویسنده اهل کشور اسلواکی بود. اولین رمان کامل او به نام «رودخانه‌های بابل» در سال ۱۹۹۱ (به زبان انگلیسی در سال ۲۰۰۷، ترجمه پیتر پترو) منتشر شد. پس از آن دو رمان دیگر، «دهکده چوبی» و «پایان فِرِدی»، که در کنار هم یک سه‌گانه تشکیل می‌دهند، دنبال شد. پیتر پیشجانک در ۲۲ مارس ۲۰۱۵ خودکشی کرد.